# Gabon op de Olympische Zomerspelen 1984
Gabon nam deel aan de Olympische Spelen tijdens de Olympische Zomerspelen 1984 in Los Angeles, Verenigde Staten. Net zoals hun vorige deelname in 1972 won men geen medailles.

## Deelnemers en resultaten

### Atletiek
| Olympiër       | Discipline      | Resultaat | Prestatie              |
| -------------- | --------------- | --------- | ---------------------- |
| Gisele Ongollo | 100m (v)        | 42e       | serie 5: 8ste in 12,40 |
| Odette Mistoul | kogelstoten (v) | 13e       | 14,59m                 |

### Boksen
| Olympiër         | Discipline | Resultaat | Prestatie                                                          |
| ---------------- | ---------- | --------- | ------------------------------------------------------------------ |
| Dieudonne Mzatsi | -57kg (m)  | 17e       | 1ste ronde: W van GUY Frank: 5-0 2de ronde: V van UGA Lubulwa: 0-5 |
| Desire Ollo      | -60kg (m)  | 17e       | 1ste ronde: vrij 2de ronde: V van GBR Dickson: 0-5                 |

Algerije · Amerikaanse Maagdeneilanden · Andorra · Antigua en Barbuda · Argentinië · Australië · Bahama’s · Bahrein · Bangladesh · Barbados · België · Belize · Benin · Bermuda · Bhutan · Birma · Bolivia · Bondsrepubliek Duitsland · Botswana · Brazilië · Britse Maagdeneilanden · Canada · Centraal-Afrikaanse Republiek · Chili · China · Chinees Taipei · Colombia · Congo-Brazzaville · Costa Rica · Cyprus · Denemarken · Djibouti · Dominicaanse Republiek · Ecuador · Egypte · El Salvador · Equatoriaal-Guinea · Fiji · Filipijnen · Finland · Frankrijk · Gabon · Gambia · Ghana · Grenada · Griekenland · Groot-Brittannië · Guatemala · Guinee · Guyana · Haïti · Honduras · Hongkong · Ierland · IJsland · India · Indonesië · Irak · Israël · Italië · Ivoorkust · Jamaica · Japan · Joegoslavië · Jordanië · Kaaimaneilanden · Kameroen · Kenia · Koeweit · Lesotho · Libanon · Liberia · Liechtenstein · Luxemburg · Madagaskar · Malawi · Maleisië · Mali · Malta · Marokko · Mauritanië · Mauritius · Mexico · Monaco · Mozambique · Nederland · Nederlandse Antillen · Nepal · Nicaragua · Nieuw-Zeeland · Niger · Nigeria · Noord-Jemen · Noorwegen · Oeganda · Oman · Oostenrijk · Pakistan · Panama · Papoea-Nieuw-Guinea · Paraguay · Peru · Portugal · Puerto Rico · Qatar · Roemenië · Rwanda · Salomonseilanden · Samoa · San Marino · Saoedi-Arabië · Senegal · Seychellen · Sierra Leone · Singapore · Soedan · Somalië · Spanje · Sri Lanka · Suriname · Swaziland · Syrië · Tanzania · Thailand · Togo · Tonga · Trinidad en Tobago · Tsjaad · Tunesië · Turkije · Uruguay · Venezuela · Verenigde Arabische Emiraten · Verenigde Staten · Zaïre · Zambia · Zimbabwe · Zuid-Korea · Zweden · Zwitserland